# Національне шосе 7 (Естонія)
Національне шосе 7 (також відоме як шосе Рига-Псков) починається від Мураті. Ділянка траси Рига-Псков, що проходить через Естонію, коротка, лише 21,4 км протяжності. Шосе закінчується на естонсько-російському кордоні Лухамаа.

## Маршрут

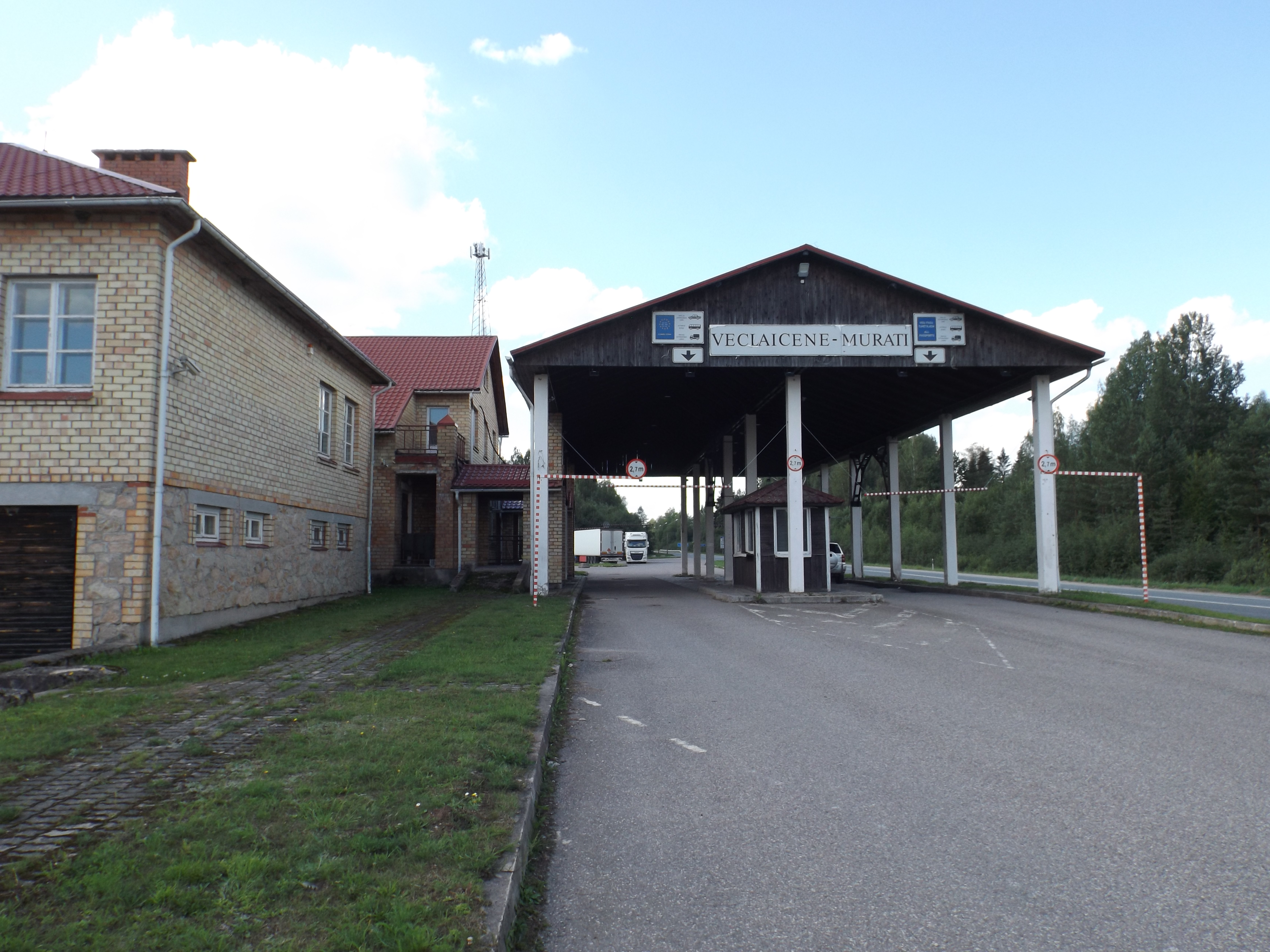
Заблокований пункт пропуску на кордоні Вецлаіцене-Мураті

Дорога є частиною європейської траси E77.

## Дивись також
- Транспорт Естонії